# ダリル・リッチリー
ダリル・V・リッチリー（Darryl V. Richley、1949年 - 1994年8月3日）はアメリカ合衆国の殺人犯。犠牲者1名で共犯の2人と同日死刑執行となったうちの1人。犠牲者が1名での死刑執行は全米規模で見ても稀。

## 概要
1981年3月25日、リッチリーらはバージニア州の民家に押し入ってその家の主人をバイクのチェーンで殴り妻子の目の前で射殺した罪に問われ、一審で死刑、控訴審では減刑されたが合衆国最高裁判所は控訴審判決を破棄し、死刑判決を出した。
共犯のホイト・フランクリン・クラインズ、ジェームズ・ウィリアム・ホームズとともに、1994年8月3日アーカンソー州の刑務所で薬物注射により死刑執行。公式見解でも勤務者（死刑執行人）の便宜のためとされる。もう1人の共犯であるマイケル・レイ・オーンドーフに対しては犠牲者の娘の意見書と検察の捜査が大きく異なるとされて再審が認められた。
3人の人種など詳細は明らかでないが、処刑直前の晩餐では、リッチリーは極上肉のレアステーキやルートビア、酸味の強いチーズ、クラインズはエビフライ900gにフライドポテト、バナナプリン、ホルムズはダブルチーズバーガーやスモークソーセージ、コーラなど旺盛な食欲を示したとされる。